# Bộ Huyệt (穴)
Bộ Huyệt, bộ thứ 116 có nghĩa là "lỗ" là 1 trong 23 bộ có 5 nét trong số 214 bộ thủ Khang Hy.
Trong Từ điển Khang Hy có 298 chữ (trong số hơn 40.000) được tìm thấy chứa bộ này.

## Tự hình Bộ Huyệt (穴)

Đại triện
Tiểu triện

## Chữ thuộc Bộ Huyệt (穴)
| Số nét bổ sung | Chữ                              |
| -------------- | -------------------------------- |
| 0              | 穴                               |
| 1              | 穵                               |
| 2              | 究 穷                            |
| 3              | 穸 穹 空 穻 突                   |
| 4              | 穼 穽 穾 穿 窀 窂 窃             |
| 5              | 窄 窅 窆 窇 窈 窉 窊 窋 窌 窍 窎 |
| 6              | 窏 窐 窑 窒 窓 窔 窕             |
| 7              | 窖 窗 窘 窙 窚 窛 窜 窝          |
| 8              | 窞 窟 窠 窡 窢 窣 窤 窥 窦 窧    |
| 9              | 窨 窩 窪 窫 窬 窭                |
| 10             | 窮 窯 窰 窱 窲 窳 窴 竃          |
| 11             | 窵 窶 窷 窸 窹 窺 窻 窼 窽       |
| 12             | 窾 窿 竀 竁 竂 邃                |
| 13             | 竄 竅                            |
| 14             | 竆                               |
| 15             | 竇                               |
| 16             | 竈 竉                            |
| 17             | 竊                               |